# Göteryds landskommun
Göteryds landskommun var en tidigare kommun i Kronobergs län.

## Administrativ historik
När 1862 års kommunalförordningar trädde i kraft inrättades i Sverige cirka 2 500 kommuner. Huvuddelen av dessa var landskommuner (baserade på den äldre sockenindelningen), vartill kom 89 städer och åtta köpingar. I Göteryds socken i Sunnerbo härad i Småland inrättades då denna kommun.
Vid kommunreformen 1952 bildade den storkommun genom sammanläggning med de tidigare kommunerna Hallaryd och Pjätteryd.
År 1971 upplöstes kommunen och dess område gick upp i Älmhults kommun.
Kommunkoden 1952–70 var 0733.

### Kyrklig tillhörighet
I kyrkligt hänseende tillhörde kommunen Göteryds församling. Den 1 januari 1952 tillkom Hallaryds församling och Pjätteryds församling.

## Geografi
Göteryds landskommun omfattade den 1 januari 1952 en areal av 405,81 km², varav 373,68 km² land.

### Tätorter i kommunen 1960
I Göteryds landskommun fanns tätorten Delary, som hade 265 invånare den 1 november 1960. Tätortsgraden i kommunen var då 7,4 procent.

## Politik

### Mandatfördelning i valen 1938–1966
| 9 | 5 | 11 |

| 25 |

| 10 |  | 10 | 4 |

| 24 |

| 3 | 8 | 11 | 3 |

| 24 |

|  | 11 | 15 | 2 | 6 |

| 35 |

| 12 | 14 | 2 | 7 |

| 34 |

| 11 | 15 |  | 8 |

| 33 |

| 12 | 15 | 2 | 6 |

| 32 |

| 10 | 16 |  | 8 |

| 33 |